# Piz Dolf
Der Piz Dolf (deutsch Trinserhorn) ist ein 3028 m ü. M. hoher Berg an der Grenze zwischen dem Kanton Graubünden und dem Kanton St. Gallen in der Schweiz.

## Lage
Der Gipfel liegt südlich der Sardonahütte und kann über den Sardona-Pass erreicht werden. Ein Zugang von Flims her entlang des Segnasgletschers ist heute ohne Begehung des Gletschers möglich. Beide Routen treffen sich in der Nordwestflanke.
Auf dem Gipfel treffen sich die Bündner Gemeinden Flims und Trin sowie die St. Galler Gemeinde Pfäfers.
Wer sich mit dem Anblick des Berges begnügen kann, kann dies vom Fil de Cassons aus tun; entweder nach einem Aufstieg durch das Bargis-Tal und unter der Südflanke des Piz Dolf hindurch (auf dem Bild ist der Pfad in der Vegetation sichtbar) oder über den Alpweg des Flimsersteins oder von der Segnas-Hütte her über die Segnesböden.

## Geologie
Der Gipfelaufbau besteht – ebenso wie jener der benachbarten Piz Sardona, Piz Segnas und auch des Fil de Cassons – aus den sehr alten Gesteinen der Verrucano-Decke, die bei Auffaltung der Alpen über die viel jüngeren Flyschschichten geschoben wurde, die den Sockel des Berges bilden. Diese markante Überschiebung ist als UNESCO-Weltnaturerbe verzeichnet.

## Name
Piz Dolf ist der romanische Name. Der deutsche Name Trinserhorn stammt nicht aus der Gemeinde Trin, welche Romanisch sprechend war, sondern vermutlich aus dem St. Galler Calfeisental.